# Данијел Канеман
Данијел Канеман (хебр. דניאל כהנמן; Тел Авив, 5. март 1934 — 27. март 2024) био је израелски и амерички научник, психолог и економиста који се својим истраживачким радом истакао у области когнитивне психологије, проучавајући људско расуђивање и доношење одлука у условима неизвесности, као и у области психологије хедонизма и бихејвиоралне економије. Добитник је Нобелове награде за економију 2002. године, коју дели са Верноном Смитом.
Заједно са Амосом Тверским развио је појам когнитивних пристрасности (1972), а потом и теорију изгледа (енгл. Prospect theory; 1979). Теорија изгледа успела је да објасни узроке због којих доносиоци неке одлуке у неизвесним и ризичним околностима нарушавају све претпоставке рационалног понашања, што је била прекретница у дотадашњој теорији одлучивања и основа за развој бихејвиоралне економије.
Аутор је књиге „Мислити, брзо и споро” (2011) у којој је широј публици представио резултате свог дугогодишњег рада, а која је убрзо по објављивању постала бестселер Њујорк тајмса. Исте године додељено му је 71. место на листи „100 водећих светских мислилаца” часописа Форин Полиси (енгл. Foreign Policy). Часопис Економист га је 2015. године навео као једног од „15 најутицајнијих економиста на свету”.
На Универзитету Принстон има статус професора емеритуса.

## Биографија
Данијел Канеман рођен је 5. марта 1934. године у Тел Авиву, за време Британског мандата над Палестином, у данашњем Израелу. Породица је пореклом из Литваније, одакле је почетком 1920-их година емигрирала у Француску. Живели су у Паризу, а Канеман је рођен током посете његове мајке рођацима. У Паризу је провео детињство, али и године Другог светског рата, о чему је писао у својој аутобиографији. Његов отац Ефраим био је ухваћен током првог таласа прогона Јевреја, али је након шест недеља пуштен на слободу захваљујући интервенцији свог послодавца, Јуџина Шулера (франц. Eugène Schueller). Након тога породица се неколико пута селила бежећи од Немаца, а по окончању рата вратили су се у Палестину. Отац му је, међутим, преминуо 1944. године услед последица дијабетеса.
Канеман је 1954. године дипломирао психологију са математиком на Хебрејском универзитету у Јерусалиму. Након тога је неко време служио у Одсеку психологије Израелских одбрамбених снага, а потом 1958. године одлази у САД и на Универзитету Беркли уписује мастер, а затим и докторске студије. Докторску тезу „Аналитички модел семантичког диференцијала” (енгл. An analytical model of the semantic differential) одбранио је 1961. године.

### Академска каријера
Своју каријеру започео је као предавач на Хебрејском универзитету 1961. године. У овом периоду био је и гостујући научник на Универзитету Мичигена, где је у лабораторији у којој се изучава хипноза провео годину дана (1965–66). Инспирисан радом Екхарда Хеса у којем се помиње да су зенице ока показатељ не само емоционалног узбуђења, већ и менталног напора, Канеман је заједно са колегом Џексоном Битијем започео свој први успешнији истраживачки рад, објављен 1966. године. Током овог истраживања први пут је дошао на идеју да људска бића већину свог „менталног живота” проводе по принципу најмањег потребног напора (напор се улаже само онда када је потребан и тачно онолико колико је потребан), а закључак је извео на основу разлике у ширини зеница приликом обављања задатака различите тежине.

#### Заједнички рад са Амосом Тверским
По повратку у Јерусалим, где је на Универзитету радио као редовни професор психологије од 1970. до 1978. године, отпочела је његова дугогодишња сарадња са колегом Амосом Тверским. Од 1971. до 1979, двојица научника заједно су објавила укупно осам студија из области расуђивања и одлучивања, међу којима су кључне две: „Расуђивање у условима неизвесности: хеуристика и пристрасности” (1974) и „Теорија изгледа: анализа одлучивања у условима ризика” (1979). Обe студије биле су објављенe у престижном научном часопису Сајенс (енгл. Science).
Прва поменута студија довела је у питање две општеприхваћене идеје у научним круговима тога доба: идеју да су људска бића углавном рационална и да здраво закључују, као и идеју да се поступањем по осећањима (мржње, љубави и сл) може објаснити највећи број одступања од рационалности. Документовали су „системске грешке” у размишљању људи и увели појмове хеуристика доступности и когнитивна пристраност. Закључци до којих су дошли утицали су на више научних дисциплина (медицинску дијагностику, права, обавештајни рад, филозофију и др), а чланак је привукао више пажње него што су и они сами очекивали. Канеман у својој аутобиографији наводи да је један од могућих разлога за заинтересованост научне заједнице био тај да је објављени чланак у Сајенсу укључивао и сва питања која су била постављена у експериментима, те су читаоци могли и сами да провере колико се „у мишљењу саплићу на когнитивне пристрасности”.

##### Теорија изгледа
I
Претпоставимо да се налазимо у следећој ситуацији: Србија се припрема за избијање епидемије за коју се очекује да однесе 600 живота. Предложена су два плана акције:

- План А гарантује да ће 200 људи преживети

- План Б гарантује са вероватноћом од 1/3 да ће преживети свих 600 људи и са вероватноћом од 2/3 да неће преживети нико
II
Претпоставимо да се налазимо у следећој ситуацији: Србија се припрема за избијање епидемије за коју се очекује да однесе 600 живота. Предложена су два плана акције: 

- План Ц гарантује сигуран губитак 400 живота
 
- План Д гарантује са вероватноћом од 1/3 да нико неће умрети и са вероватноћом од 2/3 да ће свих 600 људи умрети.

Другу студију започели су са циљем развијања теорије о томе како људи доносе одлуке о простим коцкарским потезима, односно у условима ризика. Спровели су низ експеримената у којима су студентима постављали задатке одлучивања о новцу, годишњим одморима, људским животима и другим сличним питањима. Студија између осталог описује и како људски ум асиметрично процењује ситуације из перспективе губитка и добитка. За парафразирани пример са десне стране, резултати показују да у првој верзији 72% испитаника бира план А, док у другој верзији 78% испитаника бира план Д, иако су четири могућности формално идентичне. Теорија изгледа указује на чињеницу да у великом броју конректних случајева принципи рационалног одлучивања бивају систематски нарушени.
Тверски и Канеман сарађивали су све до 1996. године, када је Тверски преминуо услед метастазираног меланома. Шест година након тога, Канеману је додељена Нобелова награда за економију – „за интегрисање увида из психолошких истраживања у економску науку, посебно оних која се односе на човеково просуђивање и доношење одлука у условима неизвесности”. У интервјуу за Њујорк тајмс Канеман је изјавио да осећа да је награда заједничка, а плодове рада са Амосом назвао је најбољим у каријери обојице научника.

#### Професорска каријера
Осим истраживачког рада, Канеман је током година паралелно радио и као професор психологије на Универзитету у Британској Колумбији (1978–1986), а затим и на Универзитету Калифорније у Берклију (1986–1994). Од 1993. до 2007. године био је професор психологије и јавних односа у Школи јавних и међународних односа „Вудро Вилсон” Универзитета Принстон, одакле одлази у пензију као професор емеритус.

### Лични живот
Био је ожењен Иром Канеман, са којом има двоје деце. Од 1978. до 2018. године био је у браку са Аном Трисма, когнитивним психологом, са којом је објавио неколико заједничких студија.

## Дела
- „Пажња и напор” (енгл. Attention and Effort; 1973),
- „Расуђивање у условима неизвесности: хеуристика и пристрасности” (са А. Тверским, П. Словиком; 1982),
- „Добростање: Основа психологије хедонизма” (енгл. Well-being: The Foundations of Hedonic Psychology}-; са Е. Динером, Н. Шварцем; 1999),
- „Хеуристика пристрасности: Психологија интуитивног расуђивања” (енгл. Heuristics and Biases: The Psychology of Intuitive Judgment; са Т. Гиловичем, Д. Грифином; 2002),
- „Мислити, брзо и споро” (2011).

## Доприноси
- Хеуристика доступности
- Когнитивне пристраности
- Фокализам
- Аверзија према губитку

## Награде и признања
- Нобелова награда за економију (са Верноном Смитом; 2002),[1]
- награда за психологију (са Амосом Тверским; 2003),[18]
- Награда Америчког удружења психолога за животни допринос психологији (2007),[19]
- Награда „Талкот Парсонс” (2011),[20]
- Председничка медаља слободе (2013).[21]

За књигу „Мислити, брзо и споро” такође је добио више награда и признања:
- Награда Лос Анђелес тајмса у категорији Current Interest (2011),[22]
- Награда америчке Националне академије наука за најбољу књигу (2012),[23]
- Награда Њујорк тајмса за једну од најбољих књига у 2011. години,[24]
- Једна од најбољих књига у 2011. години часописа Економист,[25]
- Једна од најбољих књига нефикције у 2011. години часописа -The Wall Street Journal}-.[26]